# اقلیدس و رقبای مدرن خویش
اقلیدس و رقبای مدرن خویش (انگلیسی: Euclid and his Modern Rivals) یک کتاب ریاضی است که در سال ۱۸۷۹ میلادی توسط لوئیس کارول منتشر شد. این کتاب درباره کتاب اصول اقلیدس و نقد برخی کتب آموزشی ریاضی است.